# Desa Jatilawang (administrativ by i Indonesien, lat -6,89, long 109,18)
Desa Jatilawang är en administrativ by i Indonesien.   Den ligger i provinsen Jawa Tengah, i den västra delen av landet, 270 km öster om huvudstaden Jakarta.